# Frondiculariinae
Frondiculariinae es una subfamilia de foraminíferos bentónicos de la familia Nodosariidae, de la superfamilia Nodosarioidea, del suborden Lagenina y del orden Lagenida. Su rango cronoestratigráfico abarca desde el Jurásico inferior hasta la Actualidad.

## Clasificación
Frondiculariinae incluye a los siguientes géneros:
- Annulofrondicularia †
- Frondicularia
- Pseudotribrachia †
- Tribrachia †
- Tristix †

Otros géneros considerados en Frondiculariinae son:
- Frondiculina, considerado subgénero de Frondicularia, Frondicularia (Frondiculina), y aceptado como Lingulina
- Pleiona, aceptado como Frondicularia
- Quadratina, aceptado como Tristix